# Subduktion

Stark vereinfachte Darstellung einer konvergenten Plattengrenze mit Subduktion ozeanischer Lithosphäre unter kontinentale Lithosphäre

Subduktion (lat. sub „unter“ und ducere „führen“) ist ein fundamentaler Prozess der Plattentektonik. Der Begriff bezeichnet das Abtauchen ozeanischer Lithosphäre (Erdkruste und der oberste Teil des Erdmantels) am Rand einer tektonischen Platte in den darunter liegenden Teil des Erdmantels, während dieser Plattenrand gleichzeitig von einer anderen, angrenzenden Lithosphärenplatte überfahren wird. Beim Abtauchen der Platte erfahren deren Krustengesteine eine Metamorphose. Dabei steigt die Dichte des abgetauchten Teils derart an, dass er tief in den Erdmantel absinken kann.

## Begriffe und Definitionen
Damit Subduktion in diesem Sinne stattfinden kann, müssen sich zwei Platten aufeinander zubewegen. Man nennt ihren Kontaktbereich deshalb eine konvergierende Plattengrenze oder auch, weil dort Lithosphärenmaterial „vernichtet“ wird, eine destruktive Plattengrenze. Die abtauchende Platte heißt Unterplatte, die überfahrende Oberplatte. Der in den Erdmantel abgetauchte Teil der Unterplatte wird Slab genannt, was im Englischen in etwa „Platte“ bedeutet. Der gesamte Bereich der Lithosphäre, der von der Subduktion unmittelbar beeinflusst wird, heißt Subduktionszone. Dort treten besondere tektonische und magmatische Phänomene auf.

## Geodynamische Voraussetzungen
Subduktion, so wie sie heute stattfindet, erfordert einen festen (aber plastisch verformbaren) und relativ „kalten“ Erdmantel. Deshalb tritt sie wahrscheinlich erst seit dem Mesoarchaikum auf, und nicht bereits seitdem sich im Hadaikum die erste Lithosphäre gebildet hatte.
Für ein Absinken überschobener ozeanischer Lithosphäre in den tiefen Erdmantel ist wahrscheinlich eine Umwandlung der basischen ozeanischen Kruste in Eklogit notwendig (siehe Ursachen und Mechanismus der Subduktion und Entwässerung und Metamorphose der abtauchenden Platte). Ein geothermischer Gradient, bei dem sich Lithosphärenmaterial basaltischer Zusammensetzung (in erster Linie ozeanische Kruste) im Mantel in Eklogit umwandeln kann und so Subduktion und damit „echte“ Plattentektonik erst möglich wird, besteht anscheinend kontinuierlich und überall auf der Erde erst seit ca. 3 Milliarden Jahren vor heute (mittleres Mesoarchaikum). Davor war die Temperatur im oberen Mantel zu hoch, sodass die subduzierte Kruste bereits in relativ geringer Tiefe zu stark entwässert wurde. Beim Erreichen der Tiefe, in der ausreichend hoher Druck herrschte, stand dann kein Wasser mehr für den für die Eklogitisierung notwendigen advektiven Ionentransport zur Verfügung, sodass kein Eklogit mehr entstehen konnte.

## Ursachen und Mechanismus
Ozeanische Lithosphäre verweilt, in erdgeschichtlichen Zeiträumen betrachtet, nur relativ kurze Zeit an der Oberfläche des Erdkörpers, weil sie weniger Auftrieb besitzt als kontinentale Lithosphäre und mit zunehmendem Alter auch noch fortwährend an Auftrieb verliert. Gegenwärtig gibt es deshalb keine ozeanische Lithosphäre, die älter ist als etwa 180 Millionen Jahre (Jura), denn älteres Material wurde bereits wieder subduziert. Eine Ausnahme ist das östliche Mittelmeer, das von Resten ozeanischer Lithosphäre der Neotethys unterlegt ist, die laut neueren paläomagnetischen Untersuchungen bis zu 365 Millionen Jahre alt (Oberdevon) sein könnten. Vorhergehende Modellierungen waren von einem permischen bis triassischen Alter (280 bis 230 Millionen Jahre) ausgegangen.
Die Subduktion erfolgt an den Subduktionszonen, wo sich der Rand einer Lithosphärenplatte in mehr oder weniger steilem Winkel nach unten biegt. An vielen Stellen der Erde wurden solche in den Erdmantel hinunter„hängenden“ Plattenenden (Slabs) mit seismologischen Verfahren nachgewiesen.
Durch das Abtauchen erhöht sich die Temperatur und der Druck im Slab, was Gesteinsumwandlungen insbesondere des Krustengesteins auslöst (siehe unten), wodurch dessen Dichte noch weiter ansteigt, statt durch die Erwärmung geringer zu werden. Ozeanische Lithosphäre behält also im Abtauchen eine höhere Dichte als das Material des sublithosphärischen Mantels, aus dem sie einst hervorgegangen ist, und kehrt dadurch nicht unmittelbar in diesen zurück. Vielmehr zieht der Slab selbst in größerer Tiefe den noch an der Oberfläche des Erdkörpers liegenden Teil der Platte gravitativ – durch seine Schwere – nach. Diese Antriebskraft der weiteren Subduktion wird auf Englisch slab pull („Plattenzug“) genannt. Der „Plattenzug“ gilt als ein möglicher Antriebsfaktor der Plattendrift und somit der gesamten Plattentektonik. In welcher Tiefe und auf welche Weise das Absinken eines Slabs endet und was mit dem Slab danach passiert, ist noch nicht vollständig geklärt. Jedenfalls wurden seismische Anomalien, die man als Signaturen versinkender Slabs deutet, noch nahe der Kern-Mantel-Grenze festgestellt.
Wenn irgendwo Material von der Erdoberfläche verschwindet, muss irgendwo anders neues Material auftauchen, denn der Oberflächeninhalt der Erdkugel ist konstant. Deshalb gibt es neben den Materialsenken der Subduktionszonen auch Materialquellen, vor allem ein ähnlich ausgedehntes, erdumspannendes Netz von Spreizungszonen (siehe auch → Mittelozeanischer Rücken), in denen fortwährend aufdringendes Asthenosphärenmaterial neue ozeanische Lithosphäre bildet. Daneben fördern auch von der Kern-Mantel-Grenze aufsteigende sogenannte Mantelplumes heißes Mantelmaterial bis an die Unterseite der Lithosphäre und bilden dort Hotspots, die eine besondere, von Plattengrenzen unabhängige Form von Vulkanismus auslösen. Subduktion, Plattendrift, Ozeanbodenspreizung und Mantelplumes sind Ausdruck der Mantelkonvektion der Erde.

## Beginn, Verlauf und Ende
Für die Entstehung einer Subduktionszone werden zwei Mechanismen in Betracht gezogen:
- Vertikal forcierte oder „spontane“ Subduktion. Lithosphäre besteht prinzipiell aus zwei Schichten. Die obere Schicht ist die Erdkruste und die untere ist der lithosphärische Mantel. Die Kruste ozeanischer Lithosphäre hat eine etwas geringere und der lithosphärische Mantel eine etwas höhere Dichte als die unterlagernde Asthenosphäre. Ist sie noch jung und relativ warm, so hat die ozeanische Lithosphäre in der Summe genügend Auftrieb, um auf der dichteren Asthenosphäre zu „schwimmen“ und damit an der Erdoberfläche zu bleiben. Weil sie sich mit steigendem Alter und zunehmender Entfernung von der Spreizungszone abkühlt und deshalb dichter wird und der lithosphärische Mantel durch Anlagerung (Akkretion) von Asthenosphärenmaterial zudem anwächst, schwindet im Laufe von Jahrmillionen ihr Auftrieb, sodass der alte, zu schwer gewordene Teil einer solchen Platte schließlich „spontan“ (d. h. ohne Einwirkung horizontal gerichteter Kräfte) in die Asthenosphäre abzusinken beginnt. Dies geschieht – wahrscheinlich relativ selten – entweder an einem passiven Kontinentalrand oder an einer bereits vorhandenen intra-ozeanischen Bruchzone.[13][12]
- Horizontal forcierte oder „induzierte“ Subduktion. Zwei Plattenränder erfahren jeweils eine gegeneinander gerichtete horizontale Schubkraft, sodass sich ab einem bestimmten Punkt der schwerere der beiden Plattenränder aktiv unter den anderen schiebt und letztlich in die Asthenosphäre abtaucht. Das tektonische Gegeneinanderdrücken der Platten ist angetrieben von Spannungen, die von teilweise sehr weit entfernten Bereichen der Lithosphäre ausgehen können, zum Beispiel von einem umfangreichen Riftsystem.[13]

Einmal in Gang gekommen, wird die Subduktion zunehmend vom gravitativen Zug (slab pull) des bereits versunkenen Plattenteils (slab) angetrieben. Erfolgt die Bildung neuer Lithosphäre an der ozeanischen Spreizungszone der Unterplatte langsamer als die Subduktion, führt dies zur Einengung des entsprechenden Ozeanbeckens (unter „Ozeanbecken“ wird in plattentektonischem Zusammenhang immer ein von ozeanischer Lithosphäre unterlegter Bereich zwischen Kontinentalrändern oder konvergenten Plattenrändern verstanden, was oft nicht dem geographischen Verständnis eines Ozeans entspricht). Solange diese Differenz fortbesteht, nähert sich die Spreizungszone mit ihrem Mittelozeanischen Rücken mehr und mehr der Subduktionszone und wird schließlich selbst auch subduziert. Auf Englisch wird dies als spreading ridge subduction bezeichnet. In einem solchen Fall wird die Subduktion abgebremst und der Rand der Oberplatte wird stärker deformiert als sonst. Lücken im Slab entlang des subduzierten Teils der Spreizungsachse (engl.: slab windows) können derweil den Magmatismus auf der Oberplatte verstärken. Weil der ozeanischen Lithosphäre eines Ozeanbeckens nach vollständiger Subduktion der Spreizungszone kein neues Material mehr hinzugefügt wird, erhöht sich damit die Geschwindigkeit der Einengung.
Wenn die Spreizungsachse weitgehend parallel zum Rand der Oberplatte verläuft und die Platte jenseits des Rückens keine allzu starke, quer zum Rand der Oberplatte gerichtete Bewegungskomponente aufweist, kann das Auftreffen eines Mittelozeanischen Rückens auf eine Subduktionszone zum Ende oder zumindest zu einer länger andauernden Unterbrechung der Subduktion führen. Grund dafür ist, dass die extrem junge ozeanische Lithosphäre unmittelbar jenseits des Rückens eine sehr geringe Dichte hat und damit schlecht subduziert werden kann, vor allem auch weil sie keinen Slab besitzt, der einen gravitativen Zug ausüben könnte. Entsprechendes ist im Verlauf des Känozoikums zumindest abschnittsweise am Westrand der Nordamerikanischen Platte passiert.
Ozeanbecken im Sinne der Plattentektonik sind faktisch immer von lithosphärischen Bereichen begrenzt, die stärker differenzierte – also „nicht-ozeanische“ – und verhältnismäßig mächtige, weit aufragende Kruste aufweisen. Es handelt sich dabei entweder um granitische kontinentale Kruste oder um siliziumärmere, magmatische Inselbögen. Vereinfachend können alle diese Bereiche als größere oder kleinere Kontinentalblöcke betrachtet werden. Bei der Einengung eines Ozeanbeckens durch Subduktion kommen sich die Beckenränder immer näher. Zuletzt, wenn sich das Ozeanbecken vollständig schließt, gerät der Kontinentalblock des Beckenrandes der Unterplatte in die Subduktionszone und setzt der Plattenbewegung zunehmenden Widerstand entgegen, denn ein Kontinentalblock mit seinem hohen Auftrieb kann nicht tief subduziert werden. Somit kommt es zur Kollision der Kontinentalblöcke einschließlich Gebirgsbildung und Abriss des Slabs. Aus der Subduktionszone ist eine Kollisionszone geworden.
Wird in der Endphase einer Subduktion bzw. der Frühphase einer Kollision auch kontinentale Kruste subduziert, neigt diese aufgrund ihrer deutlich geringeren Dichte dazu, wieder aufzusteigen. Ein solcher Vorgang wird allgemein als Exhumierung bezeichnet. Die Versenkung von Krustenkomplexen in 100–200 km Tiefe und deren anschließende Exhumierung tritt bei Gebirgsbildungen regelmäßig auf. Heute sind Krustenabschnitte bekannt, die aus über 350 km Tiefe wieder aufgestiegen sind.
Die Kollision zweier Kontinentalblöcke bremst die Relativbewegung der beteiligten Platten stark ab und bringt sie schließlich auf null. Dies hat Auswirkungen auf das Bewegungsmuster der benachbarten Platten, die sich nun einem neuen geometrischen Zwang ausgesetzt sehen. Kontinent-Kontinent- oder Kontinent-Inselbogen-Kollisionen lösen deshalb immer eine mehr oder weniger weitreichende Reorganisation der Plattenbewegungen aus. Deren Ausmaß ist in der Regel umso größer, je größer die Kollisionspartner sind.

## Aufbau einer Subduktionszone

Vulkanismus an einer Subduktionszone mit Bildung eines Inselbogens und Dehnung im Backarc

Man unterscheidet zwei Arten von Subduktion: Bei der Ozean-Kontinent-Subduktion schiebt sich ozeanische Lithosphäre aufgrund ihrer höheren Dichte unter einen Kontinentalblock; man spricht hier auch von einem aktiven Kontinentalrand. Bei der Ozean-Ozean-Subduktion dagegen taucht ozeanische Lithosphäre unter die ebenfalls ozeanische Lithosphäre einer anderen Platte ab.
Im Abtauchbereich ozeanischer Kruste bilden sich Tiefseerinnen wie z. B. die mit bis zu 11.034 m tiefste submarine Rinne der Erde, der Marianengraben. Außerdem entsteht auf der Kontinentalscholle über der Subduktionszone ein Vulkangebirge, wie z. B. die Anden. Bisweilen kann es auch zusätzlich zur Hebung des Randes der Oberplatte kommen, wie im Beispiel der Zentralanden. Ist ausschließlich ozeanische Lithosphäre an der Subduktion beteiligt, entsteht über der Subduktionszone ein Inselbogen.
Eintauchwinkel und Subduktionsgeschwindigkeit der Unterplatte haben Einfluss auf die tektonischen Vorgänge im Hinterland des Inselbogens oder des kontinentalen Vulkangebirges, dem sogenannten Backarc (wörtlich: „Rückseite des Bogens“). Ist die Subduktionsgeschwindigkeit niedrig und der Eintauchwinkel steil (> 50°), findet im Backarc oft Dehnung der Lithosphäre mit Bildung eines Backarc-Beckens statt, was bis hin zur Entstehung eines kleinen Ozeanbeckens mit mittelozeanischem Rücken führen kann (Backarc-Spreizung). Besonders häufig tritt Backarc-Spreizung rezent an den Ozean-Ozean-Subduktionszonen des Westpazifik auf (Marianen-Typ-Konvergenz). Ist die Subduktionsgeschwindigkeit hoch und der Eintauchwinkel flach (< 30°), wird der Backarc-Bereich gestaucht und dort entsteht ein Falten- und Überschiebungsgürtel. Dies ist rezent an den Ozean-Kontinent-Subduktionszonen am Ostrand des Pazifiks der Fall (Anden-Typ-Konvergenz).

## Erdbeben
Subduktionszonen sind infolge der gegeneinander gerichteten Plattenbewegungen erdbebengefährdet. Beim Abtauchen verhaken sich die beiden Platten und bauen erhebliche Spannungen im Gestein auf, deren ruckartige Freisetzung an der Erdoberfläche zu Erdbeben und untermeerischen Beben (auch Seebeben genannt) mit Tsunamis führen kann. Ein solches Beben einer Subduktionszone ereignete sich am 26. Dezember 2004 im Sundagraben (siehe auch Seebeben im Indischen Ozean 2004). Auch das schwere Tōhoku-Beben vom 11. März 2011, das mit einem verheerenden Tsunami einherging, hatte seine Ursachen in der Subduktion. Die Zone, in der diese Erdbeben entstehen, heißt Wadati-Benioff-Zone.

## Entwässerung und Metamorphose der abtauchenden Platte
Ozeanische Lithosphäre enthält große Mengen an Wasser. Dieses liegt entweder ungebunden vor – z. B. im Spaltenraum von Störungen oder im Porenraum der Meeressedimente, die sich auf ihr angesammelt haben – oder gebunden in Mineralen. Das Wasser sowie andere leicht flüchtige (volatile) Verbindungen (wie z. B. CO2) werden beim Subduktionsvorgang durch die Zunahme von Druck und Temperatur in mehreren Phasen in Form sogenannter Fluide freigesetzt (Devolatilisierung): Durch die Erhöhung des Drucks „verlassen“ immer wieder Minerale ihr Stabilitätsfeld und setzen volatile Elementverbindungen frei (z. B. Wasser). Diese Devolatisierung ist ein Teilprozess der schrittweisen Metamorphose der subduzierten Gesteine der ozeanischen Kruste. Je nach den herrschenden Temperaturbedingungen durchlaufen MORB-Basalt, Dolerit und Gabbro, sowie die im Zuge der Ozeanbodenmetamorphose entstandenen Gesteine Spilit und Amphibolit verschiedene sogenannte Metamorphosepfade. An relativ „warmen“ Subduktionszonen erfolgt in einer Tiefe von etwa 50 Kilometern eine direkte Umwandlung in Eklogit (ein Hochdruckgestein, bestehend aus dem Klinopyroxenmineral Omphacit und Granat, sowie Jadeit). An relativ „kalten“ Subduktionszonen erfolgt zunächst eine blauschieferfazielle Metamorphose und die Eklogitisierung findet erst in Tiefen von mehr als 100 Kilometern statt. An Subduktionszonen mit einer durch auftretende Scherkräfte starken Wärmeentwicklung tritt im oberen Teil der Lithosphäre der subduzierten Platte zuerst grünschieferfazielle und mit zunehmender Versenkungstiefe dann amphibolit-, gefolgt von granulit- und schließlich eklogitfazieller Metamorphose in Tiefen von weniger als 100 Kilometern auf. Der Olivin der peridotitischen Mantellithosphäre der subduzierten Platte wird in Tiefen zwischen 350 und 670 Kilometer in Spinell umgewandelt und ab Tiefen von mehr als 670 Kilometer erfolgt die Umwandlung in Perovskit und Magnesiowüstit. Mit all diesen Gesteins- und Mineralumwandlungen geht jeweils auch eine Erhöhung der Dichte einher. Erst durch die Metamorphosen und die entsprechende Dichtezunahme ist ein wirklich tiefes Absinken der überschobenen ozeanischen Lithosphäre in die Asthenosphäre und später in den unteren Erdmantel möglich.
Vor allem die in größerer Tiefe bei der Eklogitisierung von Krustengesteinen freigesetzten Fluide, die dem Zerfall von Hornblende und von Lawsonit bzw. Klinozoisit sowie Glaukophan und Chlorit entstammen, sind offenbar auch ursächlich für den Vulkanismus an Subduktionszonen.

## Vulkanismus

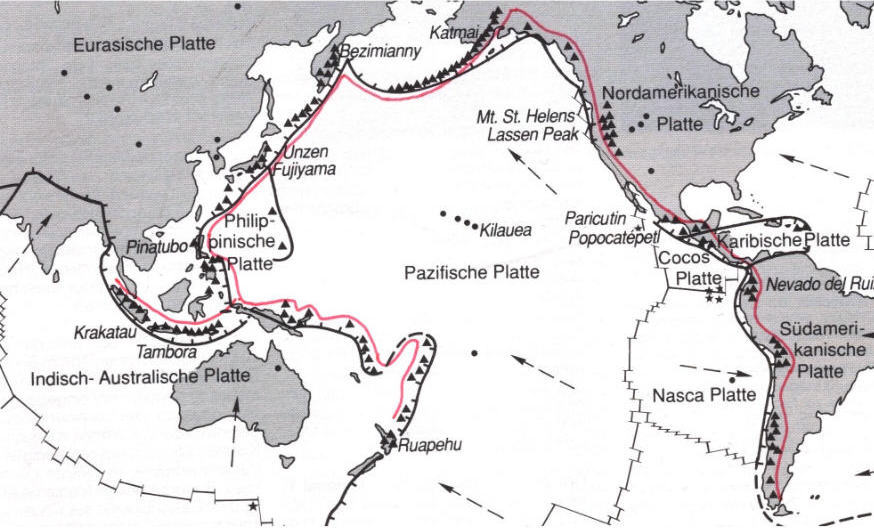
Der sogenannte Pazifische Feuerring entstand, weil an nahezu allen Rändern des Pazifik-Beckens Subduktion stattfindet, die von Vulkanismus
begleitet ist.

### Als direkte Folge der Subduktion
Durch die bei der Metamorphose der abtauchenden Platte freigesetzten Fluide – bei der Temperatur und dem Druck, die dort herrschen, ist Wasser nicht flüssig, sondern überkritisch – wird der Schmelzpunkt des umgebenden Gesteins herabgesetzt und es kommt zur Anatexis (Teilaufschmelzung) des zwischen Oberplatte und Slab hineinragenden Teils der Asthenosphäre, des sogenannten Mantelkeils. Wenn die dazu nötigen Temperatur- und Druckwerte erreicht werden, können auch die tiefen Bereiche des Akkretionskeils und, in sehr seltenen Fällen, sogar der Slab teilweise aufschmelzen. Das dabei jeweils entstehende Magma steigt auf, bleibt aber oft innerhalb der Kruste der Oberplatte stecken und erstarrt dort zu großen Plutonen.
Jener Teil des Magmas, der die Kruste vollständig durchschlägt, bildet charakteristische Ketten von Vulkanen. Wenn ozeanische Lithosphäre unter andere ozeanische Lithosphäre abtaucht, bilden sich auf der Oberplatte Inselbögen, wie z. B. die Aleuten und Kurilen. Wenn dagegen ozeanische unter kontinentale Lithosphäre taucht, entstehen kontinentale Vulkanketten wie in den Anden oder im Kaskadengebirge. Weil die ozeanische Lithosphäre beim Abtauchen unter dem ansteigenden Druck phasenweise entwässert wird, folgen, sofern der Eintauchwinkel flach genug ist, mehrere Linien vulkanischer Aktivität, die parallel zueinander und zur Subduktionsfront verlaufen. Der Abstand zwischen diesen vulkanisch aktiven Bereichen und dem Graben der Subduktionszone beträgt für gewöhnlich 100 bis 300 km, im globalen Durchschnitt etwa 287 km, allerdings mit starken Schwankungen.
Die für Subduktionszonen typischen andesitischen Schmelzen lassen Schichtvulkane entstehen, die wegen der Zähflüssigkeit ihrer Magmen zu explosiven Eruptionen neigen. Bekannte Beispiele für besonders explosive Ausbrüche in jüngerer Vergangenheit sind die des Krakatau 1883, des Mount St. Helens 1980 und des Pinatubo 1991.
Bei der Subduktion können auch sogenannte Petit Spots auf der Unterplatte auftreten. 2006 wurden auf einer abtauchenden Platte im Japangraben in 5000 m Tiefe diese etwa 50 Meter hohen Vulkane erstmals beobachtet. Vermutlich entstehen bei der Verbiegung der abtauchenden Platte dort Risse und Spalten, durch die dann aus der Asthenosphäre Magma bis zum Ozeanboden aufsteigen kann.
Die Vulkangebirge und Inselbögen der zahlreichen Subduktionszonen an den Rändern der Pazifischen Platte bilden insgesamt den sogenannten Pazifischen Feuerring.

### Als indirekte Folge der Subduktion
Verschiedene Modelle werden heute diskutiert, welche die Subduktion als letztinstanzlich ursächlich für Intraplattenvulkanismus (siehe auch Hotspot) ansehen. Durch die Subduktion entstehen im Erdmantel chemische und thermische Heterogenitäten, Wasser wird in den Erdmantel verbracht, welches die Solidustemperatur der Gesteine absenkt und so deren Aufschmelzen verursachen kann.

## Lagerstätten
Für  Subduktionszonen typische primäre Lagerstätten sind Porphyrische Kupferlagerstätten oder sogenannte Iron-Oxide-Copper-Gold-Lagerstätten (kurz: IOCG-Lagerstätten). Daneben gibt es auch sekundäre, sedimentäre Lagerstätten, wie z. B. die Salztonebenen des Andenraumes, in denen sich über Millionen Jahre hinweg aus verwitterndem vulkanischem Material ausgewaschenes Lithium in abbauwürdigen Konzentrationen angereichert hat.